# Oberea javana
Oberea javana är en skalbaggsart som beskrevs av Stefan von Breuning 1962. Oberea javana ingår i släktet Oberea och familjen långhorningar. Inga underarter finns listade i Catalogue of Life.